# Rajski ogród (baśń)
Rajski ogród (duń. Paradisets Have) – baśń literacka autorstwa Hansa Christiana Andersena, wydana po raz pierwszy w 1839 roku.

## Publikacja
Baśń literacka Andersena o Rajskim ogrodzie została po raz pierwszy opublikowana przez wydawnictwo C.A. Reitzel w Kopenhadze 19 października 1839 roku w antologii Bajki, opowiadane dla dzieci. Nowa kolekcja. Druga broszura. 1839 (duń. Eventyr, fortalte for Børn. Ny Samling. Andet Hefte. 1839). Pisarz dedykował cały tomik aktorce i poetce Johanne Luise Heiberg, żonie dramaturga i krytyka Johana Ludviga Heiberga. Utwór był dwukrotnie wznawiany za życia Andersena w latach 1849 oraz 1862.
W opowiadaniu o poszukiwaniu Edenu pojawiają się motywy związane z religią i wierzeniami ludowymi: Allah, umieranie i wstąpienie do nieba, personifikacja Śmierci, życie wieczne, wróżka, Feniks, piekło, drabina Jakuba, cherubin, grzech pierworodny (upadek), drzewo poznania dobra i zła, Adam i Ewa, Gwiazda Poranna.

## Polskie przekłady
Baśń o Rajskim ogrodzie została przetłumaczona na język polski:
- 1892 – Ogród rajski: tłumaczenie anonimowe, Bajki i opowiadania, Warszawa
- 1900 – Rajski ogród, czyli cztery wiatry: Maria Glotz (tłum.): Czarodziejskie powieści Andersena. T. 1–2. Warszawa. Brak numerów stron w książce
- 1905 – Ogród rajski: Wanda Młodnicka (tłum.): Wybór bajek Andersena. Lwów. Brak numerów stron w książce
- 1913 – Ogród rajski: Aleksander Szczęsny (tłum.): Baśnie Andersena. Warszawa. Brak numerów stron w książce
- 1931 – Rajski ogród: Stefania Beylin (tłum.): Baśnie. Warszawa. Brak numerów stron w książce
- 1938 – Rajski ogród: Adam Przemski (tłum.): Bajki. Kraków. Brak numerów stron w książce
- 1938 – Ogród rajski: Marceli Tarnowski (tłum.): Bajki. Warszawa. Brak numerów stron w książce
- 2006 – Rajski ogród: Bogusława Sochańska (tłum.): Baśnie i opowieści. Tom I 1830–1850. Poznań. s. 207–220. ISBN 978-83-7278-194-9. (z oryginału)

## Fabuła
Pewien książę posiada wiele pięknych książek i zna dzieje całego świata. Najbardziej jednak interesuje go, gdzie znajduje się Rajski ogród. Wie z opowiadań babci, że w raju kwiaty są jak słodkie ciastka, a nektar to najprzedniejszy napój. Chłopiec wierzy w te opowieści, ale z wiekiem pojmuje, że raj musi być jeszcze wspanialszy.
Pewnego dnia wybiera się samotnie do lasu, gdzie zastaje go ulewa. Przemoczony i zmęczony trafia do groty, w której pali się ogień. Spotyka tam starą, energiczną kobietę, która zaprasza go do środka. Kobieta okazuje się matką czterech wiatrów i mówi, że to ich dom.
Pojawia się pierwszy syn – Wiatr Północny, chłodny i surowy, opowiadający o wyprawie na Spitsbergen. Potem wpada Wiatr Zachodni – dziki, ale wesoły, wspomina sawanny, konie i wodospady. Po nim zjawia się Wiatr Południowy, ubrany jak Beduin, opowiadający o pustyni i karawanie. Matka wkłada go do worka za zło, które wyrządza. Na końcu przybywa Wiatr Wschodni, ubrany na sposób chiński, który wybiera się następnego dnia do Rajskiego ogrodu. Mówi, że odwiedza to miejsce raz na sto lat. Przynosi matce herbatę, a księciu obiecuje zabrać go ze sobą. Wiatr Południowy wraca z palmowym liściem z przesłaniem od feniksa dla księżniczki z raju. W nocy wszyscy jedzą pieczonego jelenia i odpoczywają.
Rano królewicz budzi się w locie na grzbiecie Wiatru Wschodniego. Lecą wysoko nad ziemią w kierunku Rajskiego ogrodu. Piękne są światła miast. Lecą nad Himalajami, a potem zbliżają się do Rajskiego ogrodu.
W miejscu pachnącym kwiatami i przyprawami lądują i odpoczywają. Wschodni Wiatr zapowiada, że są blisko raju, ale muszą przejść przez lodowatą jaskinię. W jaskini panuje zimno, ale wkrótce pojawia się niebieskie światło i wychodzą do cudownej doliny. Wokół płynie krystaliczna rzeka, pływają w niej kolorowe ryby i łabędzie. Marmurowy most prowadzi ich do Wyspy Szczęśliwości, gdzie kwitnie Rajski ogród. Wiatr niesie księcia w ramionach na wyspę, gdzie wszystko śpiewa. Spotykają wróżkę, piękną i młodą, która zaprasza księcia do pałacu.
Wnętrze zamku mieni się kolorami i światłami, a okna pokazują żywe obrazy historii świata. W wielkiej sali rośnie Drzewo Poznania z czerwonymi, krwawymi łzami na liściach. Wróżka zaprasza księcia do łodzi, z której oglądają przesuwające się kontynenty i cuda świata. Książę doświadcza szczęścia i zachwytu, ale wróżka ostrzega go przed pokusą. Mówi mu, że jeśli pocałuje ją pod Drzewem Poznania, raj zniknie na zawsze. Książę przysięga, że oprze się pokusie i zostanie w raju.
Podczas tańca wróżka każdego wieczoru będzie go wzywać, ale on ma nie iść. Już pierwszego wieczoru książę nie wytrzymuje i podąża za wróżką. Całuje ją we śnie, przez co raj zapada się w otchłań. Królewicz budzi się w zimnym lesie, a nad nim stoi rozgniewana matka wiatrów. Pojawia się Śmierć i zapowiada, że zabierze księcia, gdy nadejdzie czas.

## Galeria

Ilustracje baśni Rajski ogród
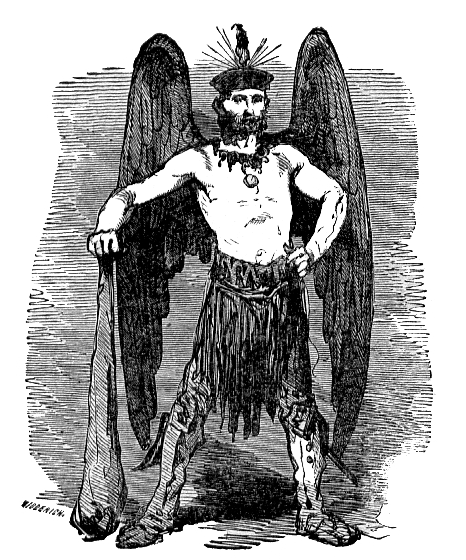
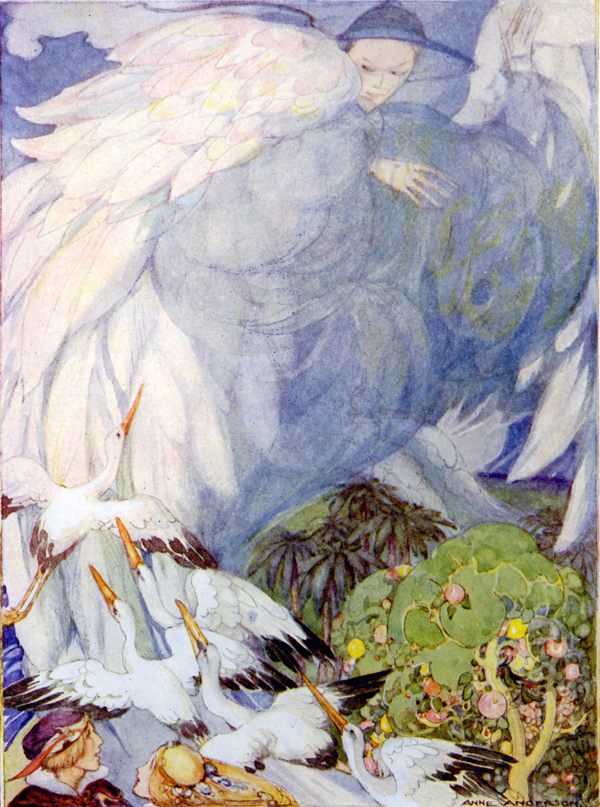
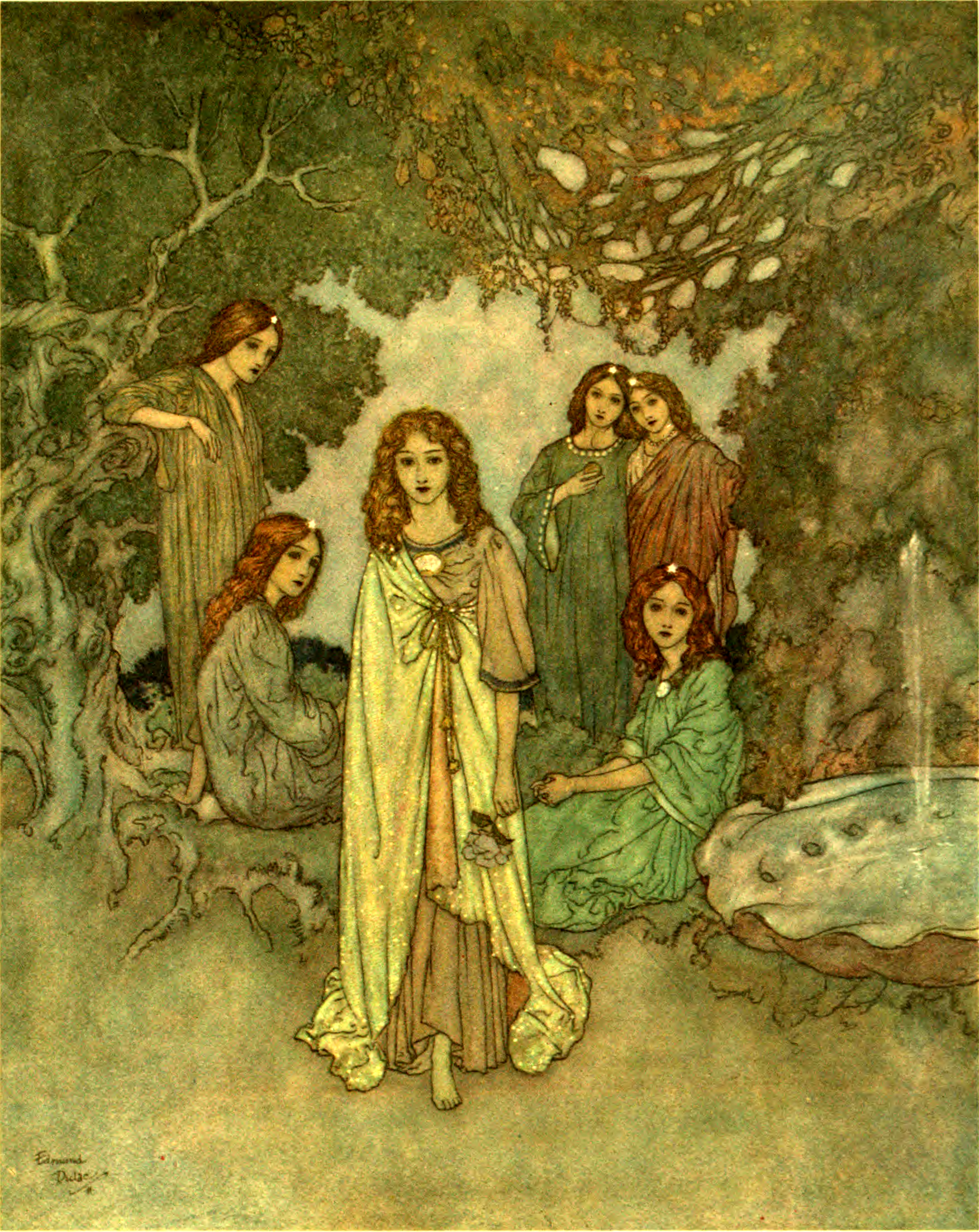
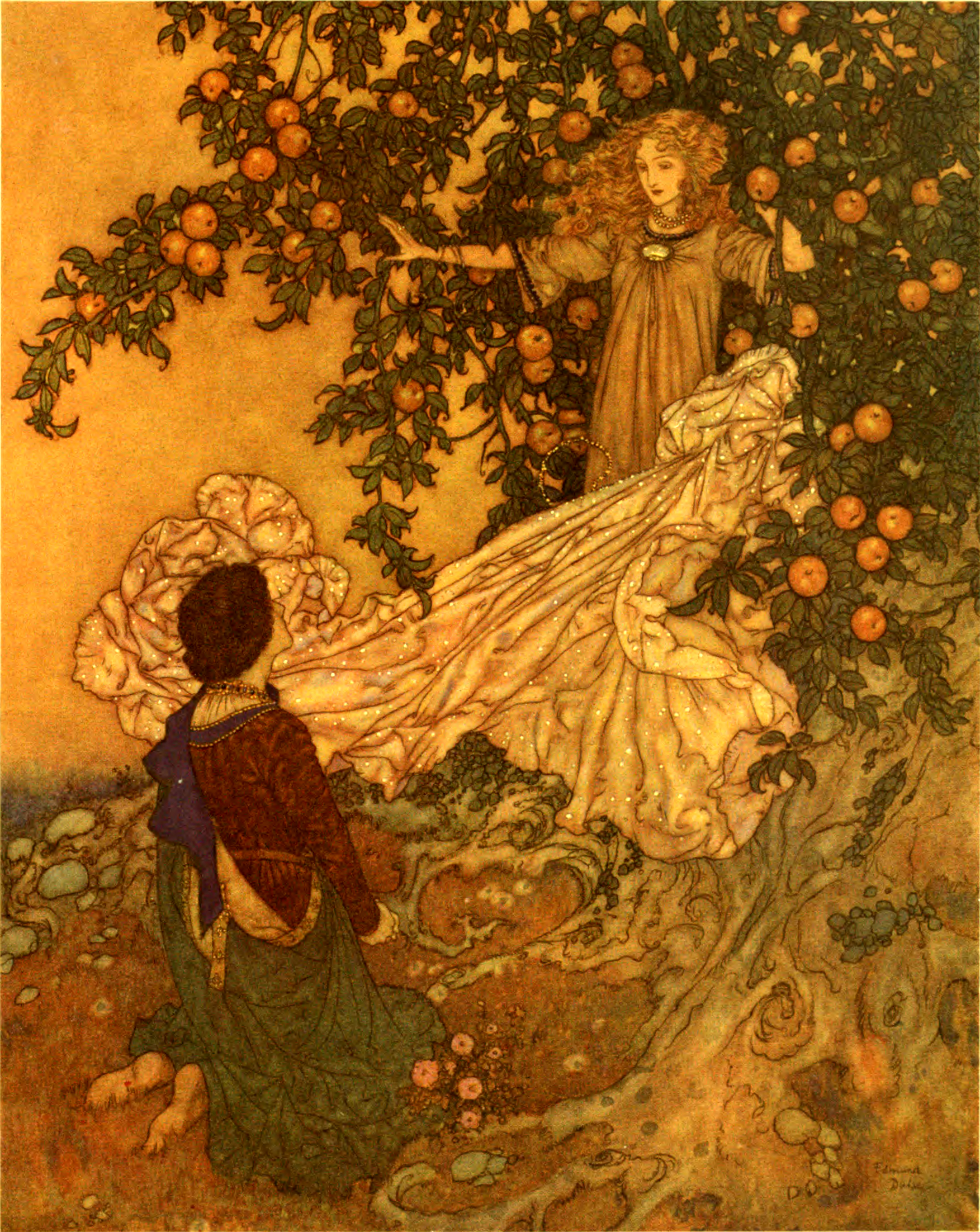
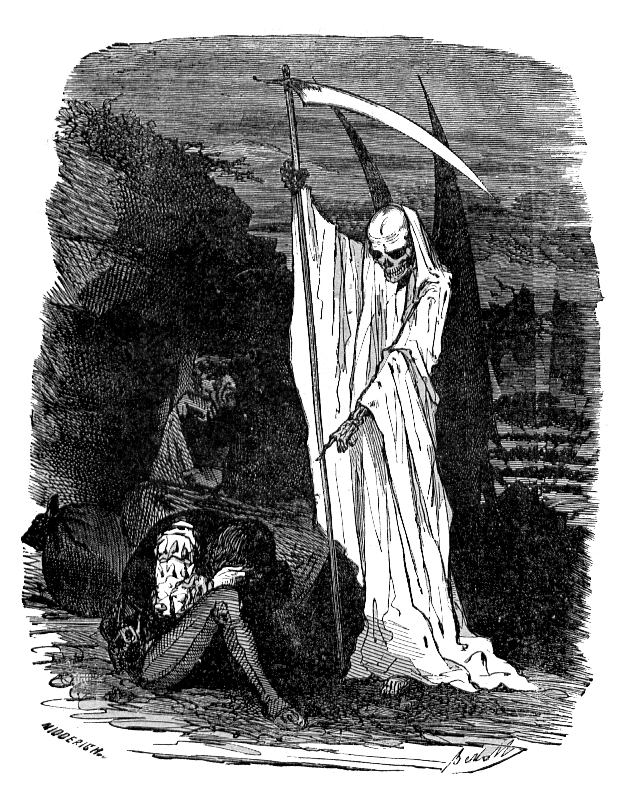